# 나가사키 대학
나가사키 대학(일본어: 長崎大学, Nagasaki University)은 일본의 국립대학이다. 대학 본부는 나가사키현 나가사키시에 있다.

## 연혁
나가사키 대학의 기원은 1857년에 에도 막부 나가사키부교 소(長崎奉行所)가 설립한 의학전습소(醫學傳習所)이다. 그 의학교가 1901년에 나가사키 의학 전문학교로, 1923년에 나가사키 의과대학으로 승격했다. 1945년 8월 9일에 원자폭탄으로 인해 파괴되어(폭심지에서 약 0.5-0.8 킬로미터),
교원·학생·직원들 약 890명, 환자 약 200명이 사망했다.
나가사키 대학은 1949년에 나가사키 의과대학 (의과대학, 부속 약학전문부, 나가사키 고등학교), 나가사키 경제 전문학교(長崎經濟專門學校), 나가사키 사범학교(長崎師範學校), 나가사키 청년 사범학교(長崎靑年師範學校)를 통합해 설립되었다.
- 1949년 나가사키 대학 발족 (학예학부, 경제학부, 의학부, 약학부, 수산학부).
- 1953년 학예학부가 현 분쿄(文敎/문교) 캠퍼스로 이전.
- 1961년 수산학부가 사세보시에서 분쿄 캠퍼스로 이전.
- 1966년 공학부를 설치. 학예학부를 교육학부로 개명.
- 1969년 약학부가 현 분쿄 캠퍼스로 이전.
- 1979년 치(齒)학부를 설치.
- 1997년 환경과학부를 설치.

이하, 통합된 구 학교들의 연혁이다.

### 나가사키 의과대학
- 1857년 의학전습소 설립.
- 1865년 세이토쿠칸(精得館/정득관)으로 개칭.
- 1871년 나가사키 의학교로 개칭.
- 1874년 의학교 폐교. 병원은 계속 (1875년 나가사키 병원으로 개칭).
- 1876년 나가사키 병원에 의학장(醫學場) 부설.
- 1877년 현립 나가사키 의학교(縣立長崎醫學校)로 개칭.
- 1887년 관립(국립) 제5 고등중학교(第五高等中學校) 의학부가 됨.
- 1890년 약학과를 설치.
- 1891년 현 사카모토(坂本) 캠퍼스로 이전.
- 1894년 제5 고등학교(第五高等學校) 의학부로 개칭.
- 1901년 제5 고등학교로부터 의학부가 독립. 나가사키 의학 전문학교(長崎醫學專門學校) 설립.
- 1923년 나가사키 의과대학으로 승격. 의학부, 부속 병원, 부속 약학전문부를 설치.
- 1939년 임시 부속 의학전문부를 설치.
- 1940년 대륙 의학 연구소를 설치.
- 1942년 대륙 의학 연구소를 동아 풍토병 연구소(東亞風土病硏究所)로 개명.
- 1944년 임시 부속 의학전문부를 부속 의학전문부로 개명.

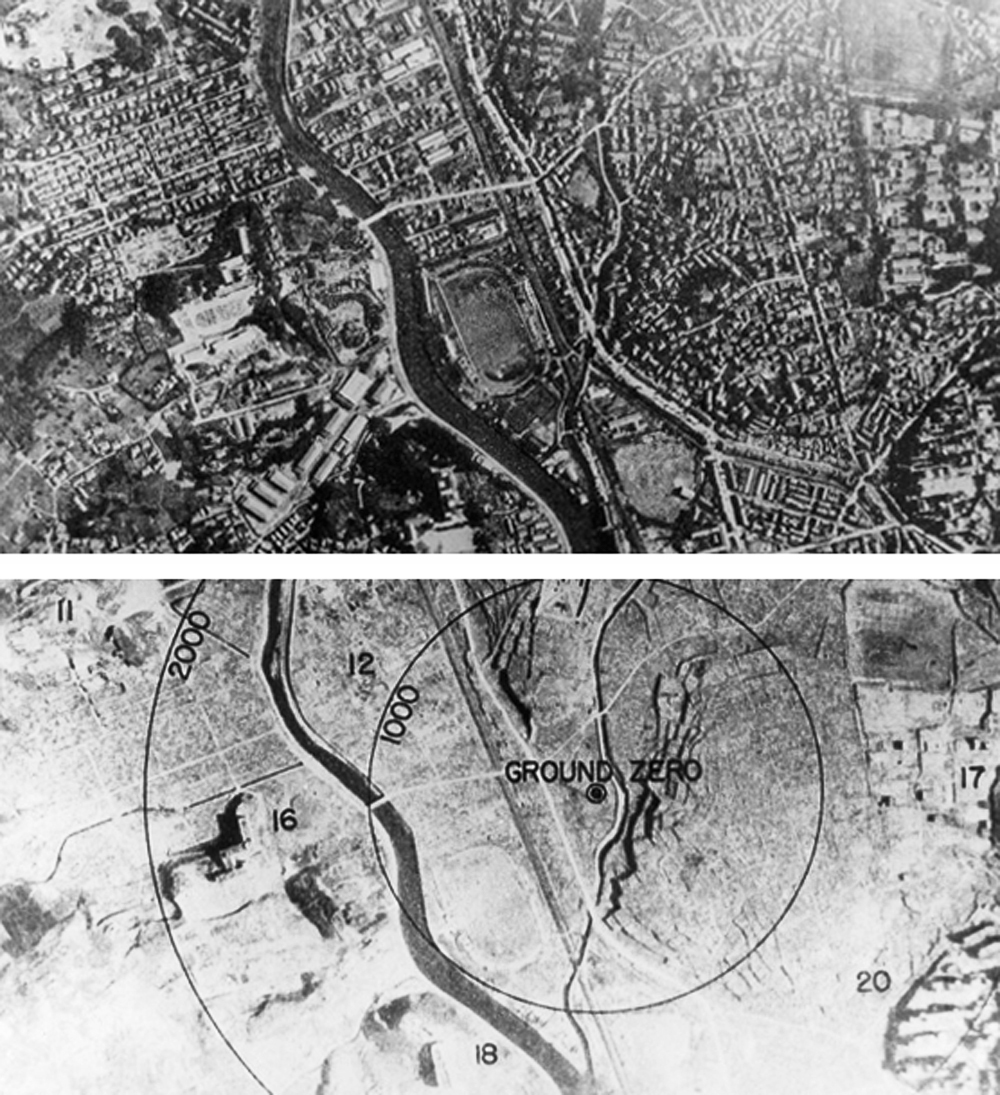
원자폭탄 투하 전·후의 나가사키. "17"은 의과대학, "20"은 부속 병원이다.

- 1945년 8월 원자폭탄으로 인해 파괴됨.
- 1945년 9월 오무라시(大村市)로 이전.
- 1946년 동아 풍토병 연구소를 풍토병 연구소로 개명 (현 열대의학 연구소).
- 1947년 이사하야시(諫早市)로 이전. 부속 의학전문부를 폐지해, 나가사키 고등학교(長崎高等學校)를 설치.
- 1949년 나가사키 대학 의학부와 약학부가 됨.
- 1950년 의학부가 이사하야 시에서 사카모토 캠퍼스로 복귀.

### 나가사키 경제 전문학교
나가사키 경제 전문학교는 1905년에 일본 관립 제4 (자칭 제3) 고등 상업학교로서 설립되었다.
- 1905년 나가사키 고등 상업학교(長崎高等商業學校) 설립 (3년제).
- 1917년 해외무역과를 설치 (1년제. 고등 상업학교 졸업생 대상).
- 1919년 연구관(硏究館)을 설치.
- 1942년 연구관을 대동아 경제 연구소(大東亞經濟硏究所)로 개칭.
- 1944년 나가사키 경제 전문학교로 개칭. 나가사키 공업경영 전문학교(長崎工業經營專門學校)를 부설.
- 1945년 8월 원자폭탄으로 인해 교원 1명·학생 26명 사망.
- 1946년 나가사키 공업경영 전문학교를 폐지. 대동아 경제 연구소를 산업경영 연구소로 개명.
- 1949년 나가사키 대학 경제학부가 됨.

### 나가사키 사범학교
- 1874년 나가사키현이 소학교칙 강습소(小學敎則講習所)를 설치.
- 1876년 나가사키 공립 사범학교(長崎公立師範學校)로 개칭.
- 1877년 기요(崎陽/기양) 사범학교로 개칭.
- 1879년 나가사키 사범학교로 개칭.
- 1886년 나가사키 현 심상 사범학교(長崎縣尋常師範學校)로 개칭.
- 1898년 나가사키 현 사범학교(長崎縣師範學校)로 개칭.
- 1908년 남자 사범학교와 여자 사범학교를 분리.
- 1943년 남자 사범학교를 여자 사범학교와 통합. 관립 나가사키 사범학교로 승격.
- 1945년 8월 원자폭탄으로 인해 남자부 캠퍼스가 파괴됨(폭심지에서 약 1.7 킬로미터). 남자 학생 54명 사망.
- 1945년 10월 학교 본부를 여자부 캠퍼스(오무라시)로 이전.
- 1949년 나가사키 대학 학예학부가 됨.

### 나가사키 청년 사범학교
- 1921년 나가사키 현 실업보습학교 교원 양성소(長崎縣實業補習學校敎員養成所) 설립.
- 1922년 이사하야시(諫早市)로 이전.
- 1935년 나가사키 현립 청년학교 교원 양성소(長崎縣立靑年學校敎員養成所)로 개칭.
- 1944년 관립 나가사키 청년 사범학교로 승격.
- 1948년 오무라시(大村市)로 이전. 수산과를 설치.
- 1949년 나가사키 대학 학예학부와 수산학부가 됨.

## 캠퍼스
- 분쿄(文敎/문교) 캠퍼스: 대학 본부 캠퍼스.
- 나가사키현 나가사키시 분쿄마치(文敎町) 1-14.
- 가타후치(片淵) 캠퍼스: 경제학부 캠퍼스.
- 나가사키 현 나가사키 시 가타후치(片淵) 4-2-1.
- 사카모토(坂本) 캠퍼스: 의학부, 치학부 캠퍼스.
- 나가사키 현 나가사키 시 사카모토(坂本) 1-12-4 (학부).
- 나가사키 현 나가사키 시 사카모토 1-7-1 (부속 병원).

## 조직

### 학부
- 교육학부
  - 학교교육 교원양성 과정
- 경제학부
  - 종합 경제학과
- 의학부
  - 의학과 (6년제)
  - 보건학과 (4년제)
- 치(齒)학부
  - 치학과 (6년제)
- 약학부
  - 약학과 (6년제)
  - 약과학과(藥科學科: 4년제)
- 공학부
  - 기계공학코스
  - 전기전가공학코스
  - 정보공학코스
  - 구조공학코스
  - 사회환경디자인공학코스
  - 화학・물질공학코스
- 환경과학부
  - 환경과학과
- 수산학부
  - 수산학과

### 대학원
- 교육학 연구과 (석사과정)
- 경제학 연구과 (석사/박사 과정)
- 생산과학 연구과 (석사/박사 과정)
- 의·치·약학(醫齒藥學) 종합 연구과 (석사/박사 과정)
- 국제 건강개발 연구과 (석사과정)

### 부속 기관
- 도서관
- 열대의학 연구소
- 의학부·치학부 부속 병원

## 저명한 동문
구제 나가사키 의과대학 약학전문부를 졸업하고 2008년 노벨 화학상 수상한 시모무라 오사무 등이 있다.

## 같이 보기
- 열대병